# Ungarische Rauke
Die Ungarische Rauke (Sisymbrium altissimum), auch Hohe Rauke genannt, ist eine Pflanzenart aus der Gattung der Rauken (Sisymbrium) innerhalb der Familie der Kreuzblütengewächse (Brassicaceae). Sie ist in Eurasien weitverbreitet und in Nordamerika ein Neophyt.

## Beschreibung

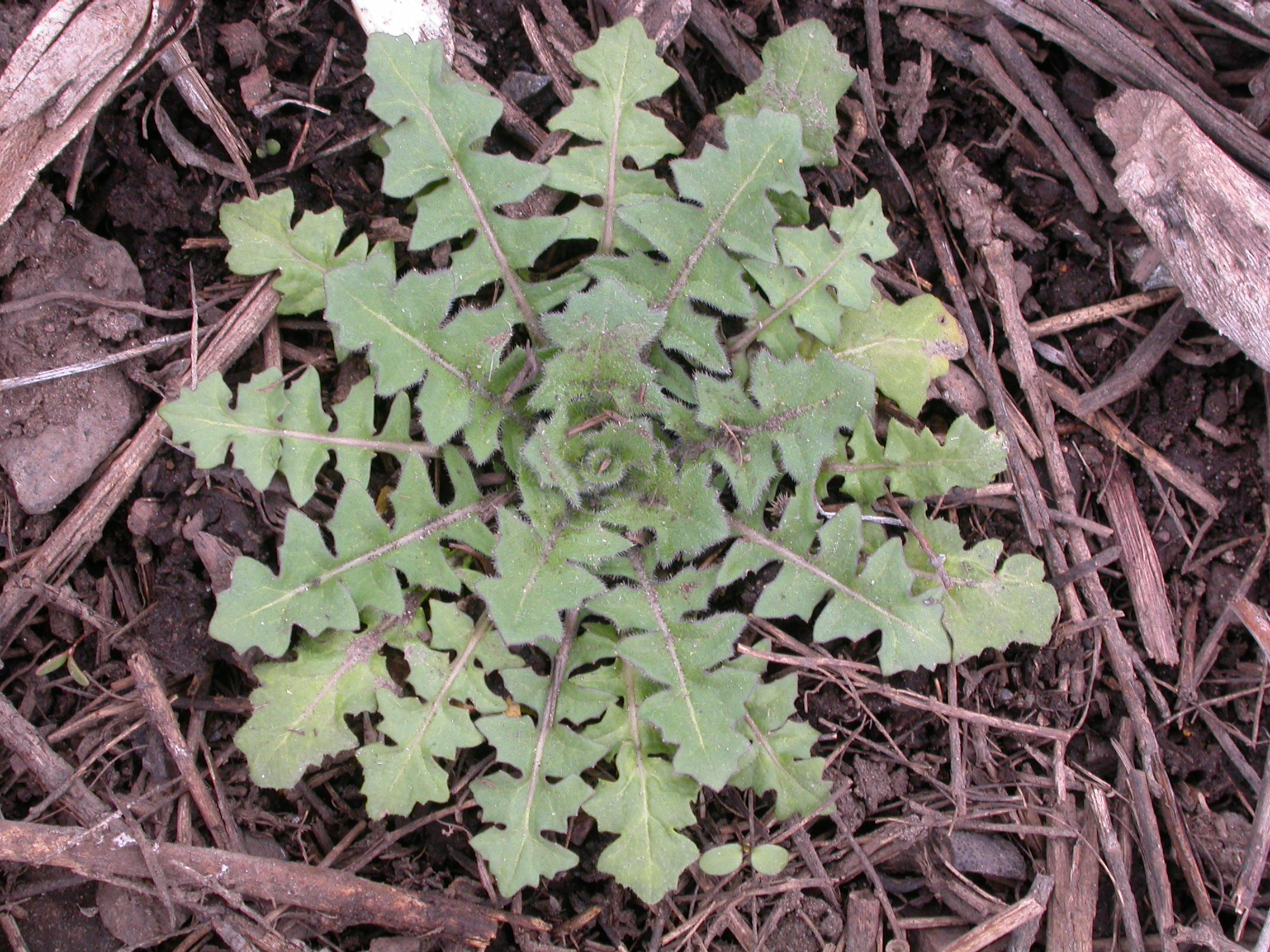
Grundständige Blattrosette

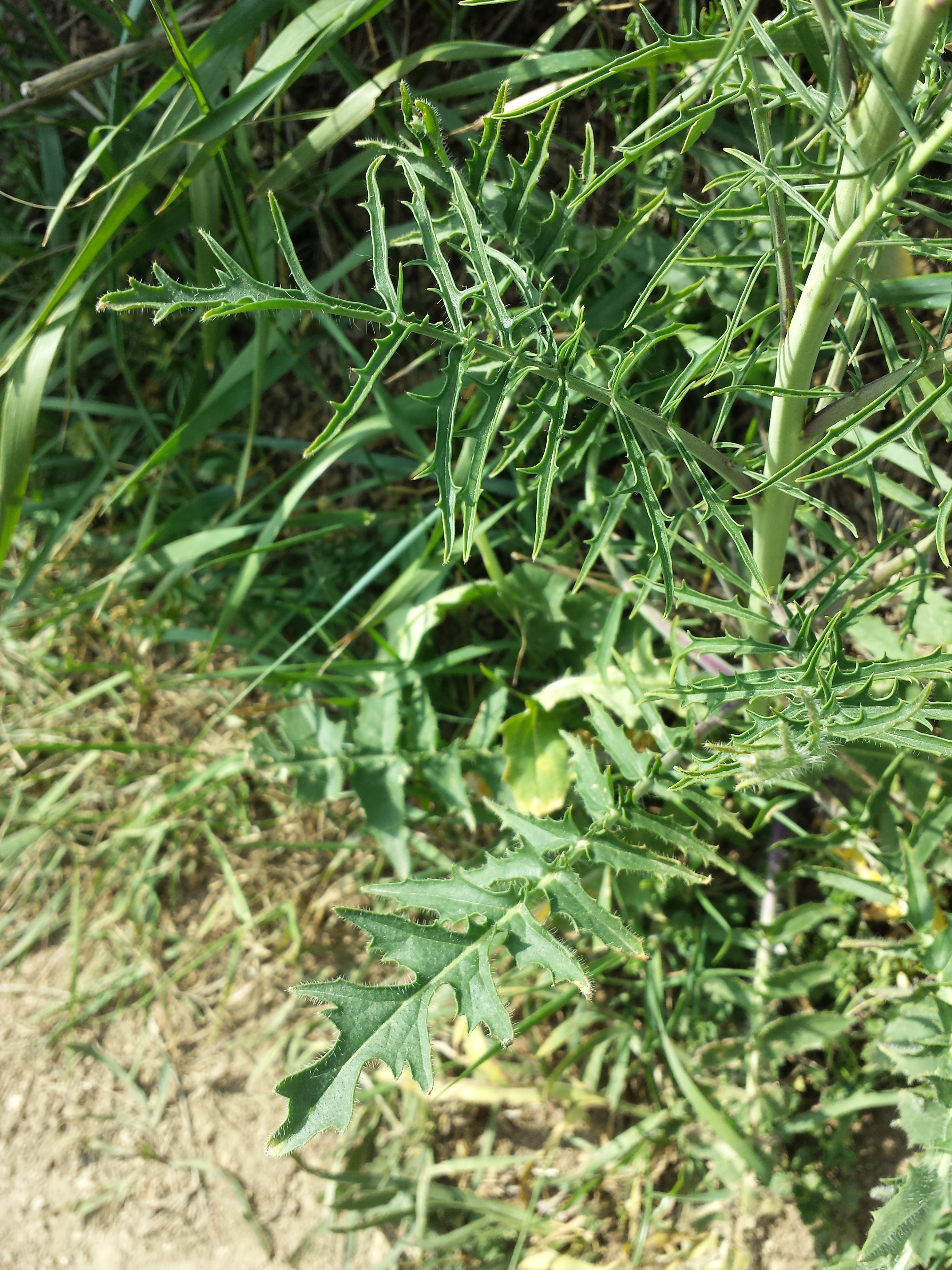
Stängel mit Laubblättern: die unteren sind von den oberen deutlich verschieden.

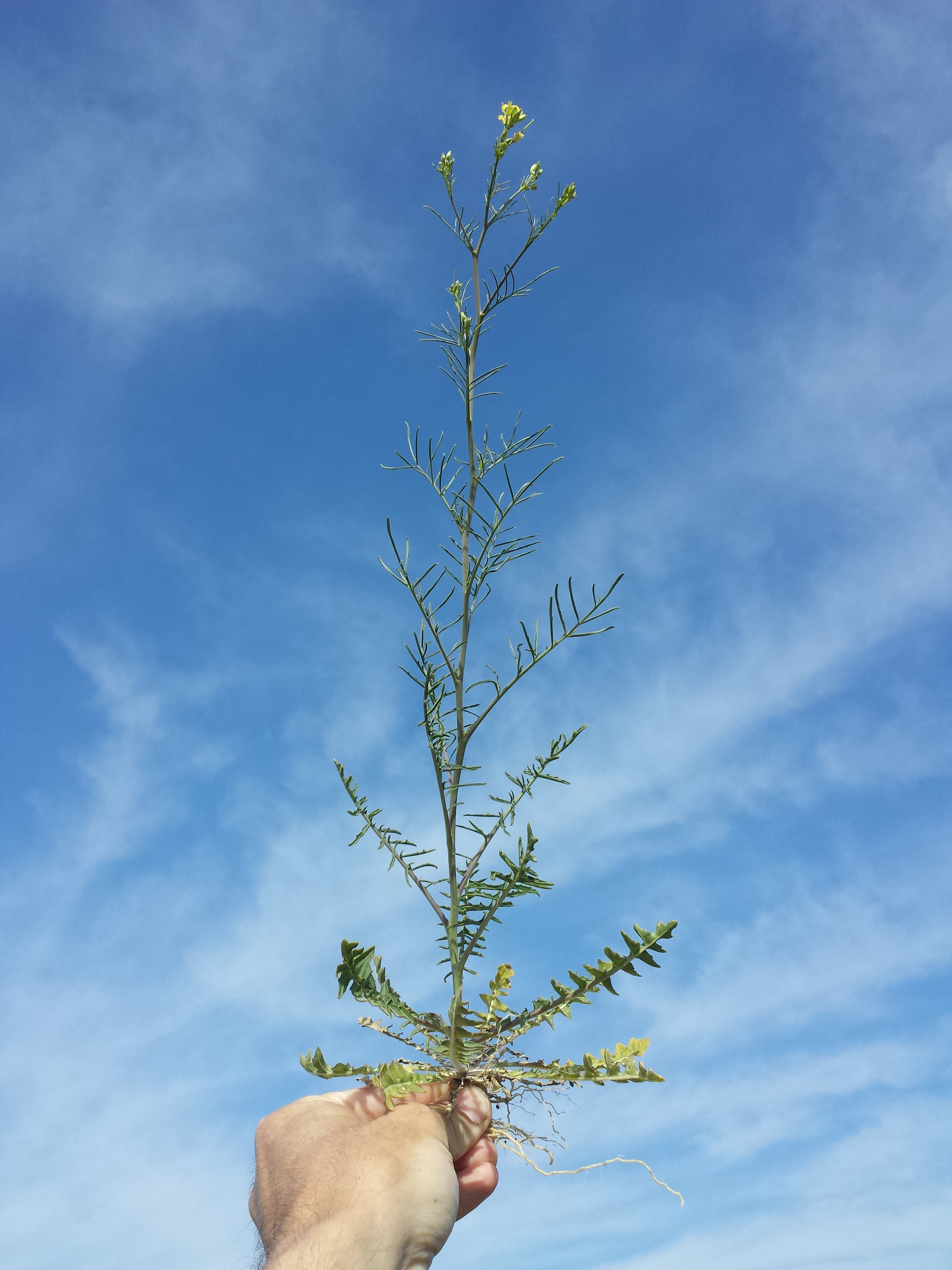
Ungarische Rauke (Sisymbrium altissimum)

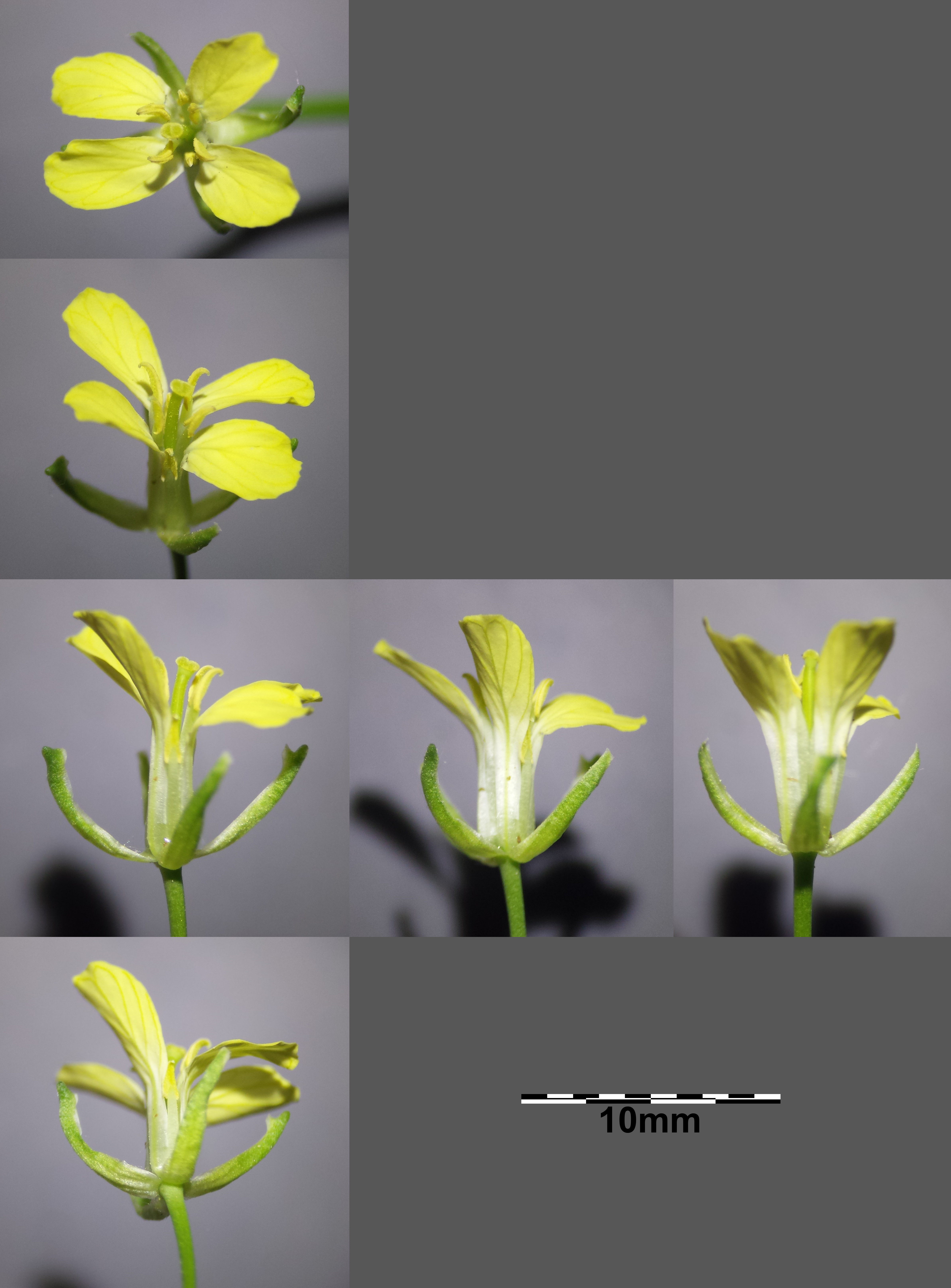
Blüten

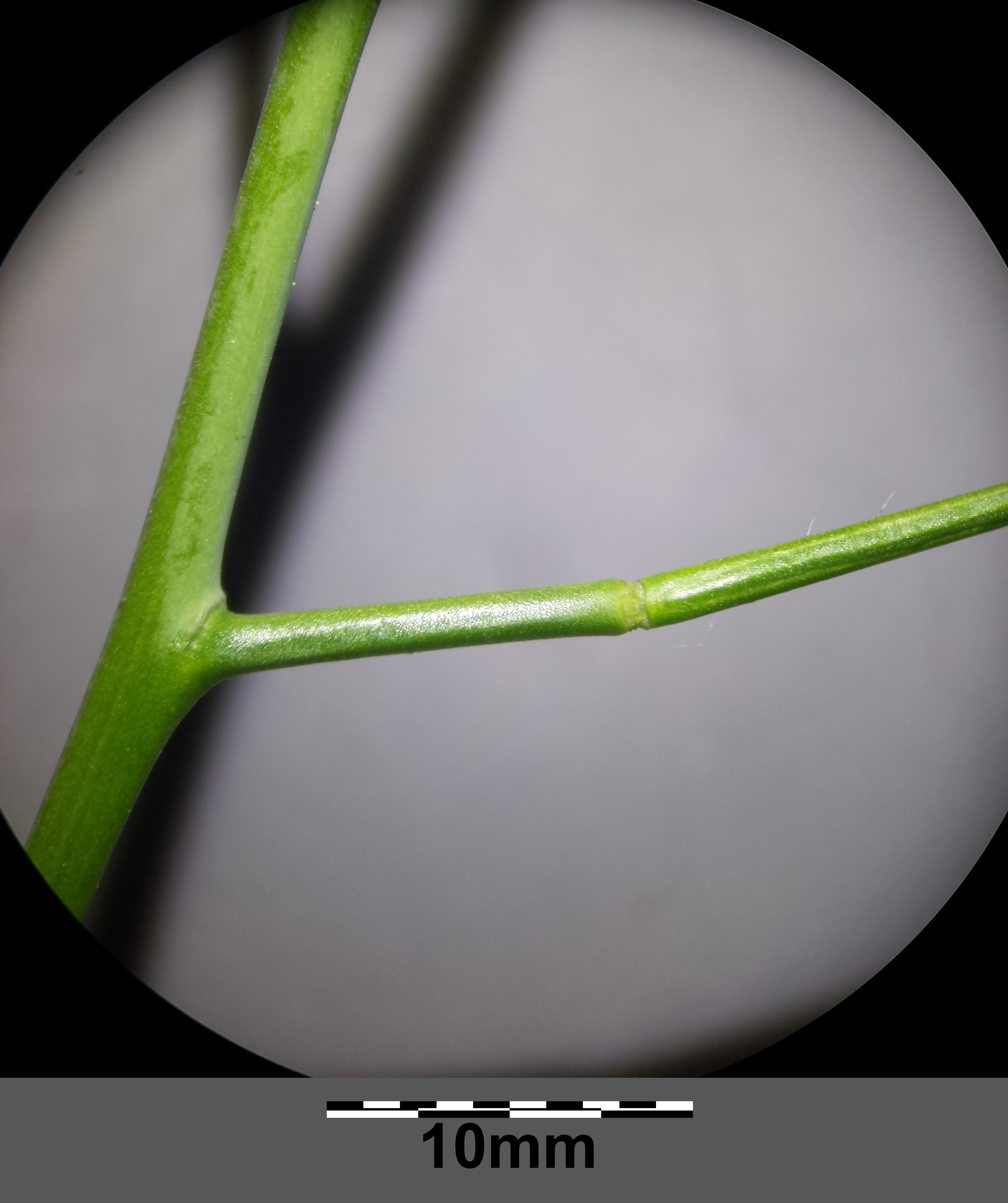
Frucht und Fruchtstiel

### Vegetative Merkmale
Die Ungarische Rauke wächst als einjährig-überwinternde oder sommeranuelle krautige Pflanze, die Wuchshöhen von 30 bis 80 Zentimetern erreicht. Die Stängel sind aufrecht und meist ästig. Er ist am Grunde zerstreut oder dicht borstig behaart (Trichome 1,5 bis 3 Millimeter lang).
Die Laubblätter sind anfangs in einer grundständigen Blattrosette und später wechselständig am Stängel verteilt angeordnet. Die Grundblätter sind gestielt, schrotsägeförmig, mit vier bis neun lanzettlichen bis dreieckigen Abschnitten pro Seite. Die meist sitzenden oberen und mittleren Stängelblätter sind fiederteilig, mit jederseits zwei bis sechs linealischen Blattabschnitten. Bei den obersten Blättern sind die Blattzipfel fädlich.

### Generative Merkmale
Die Blütezeit reicht von Mai bis Juli.
Die zwittrigen Blüten sind vierzählig. Die während der Anthese weit abstehenden Kelchblätter sind 4 bis 6 Millimeter lang, die zwei äußeren am oberen Ende gehörnt. Die vier Kronblätter sind hellgelb. Die Staubbeutel sind bei einer Länge von 1 bis 1,5 Millimetern linealish.
Die Schoten sind 6 bis 10 Zentimeter lang und stehen auf gleichdicken 5 bis 12 Millimeter langen Stielen, die in einem Winkel von 45° bis 60° abstehen. Der Griffel ist sehr kurz und kaum dünner als die Frucht. Die Narbe ist tief zweilappig, ihre Lappen sind gespreizt. Die Oberfläche der Samen sind gelb-braun und ziemlich glatt.
Die Chromosomenzahl beträgt 2n = 14.

## Ökologie
Die Ungarische Rauke ist ein Hemikryptophyt und Therophyt.
Die zur Fruchtzeit starre und leichte Pflanze kann als Ganzes aus dem Boden gerissen und dann als Steppenläufer ausgebreitet werden. Die zahlreichen Samen sind in Mulden der Schoten eingebettet und fallen bei Erschütterung nach und nach heraus.

## Vorkommen
Die Ungarische Rauke ist ein kontinentales Florenelement. Ihre ursprüngliche Verbreitung reicht von Innerasien, Indien und Pakistan bis nach Ost- und Südosteuropa. Sie wurde in vielen Ländern  ein Neophyt wie in Nordamerika, in Neuseeland oder in Hawaii, aber erst in neuerer Zeit. Die Ungarische Rauke ist nach Mitteleuropa aus dem kontinentalen Osteuropa zu uns eingewandert. In Brandenburg wurde sie seit etwa 1830 nachgewiesen. Eine besonders starke Ausbreitung erfolgte mit dem Ausbau des Eisenbahnnetzes.
Die Ungarische Rauke besiedelt in Mitteleuropa Schuttplätze, Wege und Dämme, vor allem im nordöstlichen Teil des Tieflands, im Nordteil der Mittelgebirge, im Rhein-Main-Gebiet, in der Fränkischen Alb und ihrem Vorland, in der Westschweiz und im Wiener Becken. An ihren Standorten ist sie selten und meist unbeständig. In den Allgäuer Alpen steigt sie im Tiroler Teil am Weg von Nesselwängle zum Gimpelhaus in einer Höhenlage von bis zu 1200 Meter auf.
Die ökologischen Zeigerwerte nach Landolt et al. 2010 sind in der Schweiz: Feuchtezahl F = 2 (mäßig trocken), Lichtzahl L = 4 (hell), Reaktionszahl R = 3 (schwach sauer bis neutral), Temperaturzahl T = 4+ (warm-kollin), Nährstoffzahl N = 4 (nährstoffreich), Kontinentalitätszahl K = 5 (kontinental).
Die Ungarische Rauke gedeiht meist auf lockeren Sand- oder Kiesböden, die aber nährstoffreich und vor allem stickstoffhaltig sein sollte. Sie ist in Mitteleuropa eine Charakterart des Lactuco-Sisymbrietum altissimi aus dem Verband Sisymbrion. Sie kommt gern als Erst- oder Zweitbesiedler in ruderalen Pflanzengesellschaften zusammen mit dem Weißen Gänsefuß (Chenopodium album), mit der Gewöhnlichen Besenrauke (Descurainia sophia) oder der Glanz-Melde (Atriplex sagittata) vor.

## Inhaltsstoffe
Die Samen enthalten reichlich Erucasäure.

## Taxonomie
Die Erstveröffentlichung von Sisymbrium altissimum erfolgte 1753 durch Carl von Linné in Species Plantarum, Tomus 2, S. 659. Das Artepitheton altissimum bedeutet „sehr hoch“. Synonyme für Sisymbrium altissimum L. sind: Sisymbrium sinapistrum Cr., Sisymbrium pannonicum Jacq.